# Simon Edwardsen
Simon Peder Edwardsen, född 26 oktober 1892 i Fredrikstad, död 25 juli 1979 i Stockholm, var en norsk-svensk operasångare.
Efter sångstudier för P. Bang i Köpenhamn debuterade Edwardsen på Opéra comique i Kristiania 1919 som furst Suleiman i Tusen och en natt. Han var därefter anställd vid samma teater under två år och framförde där bland annat Guvernören i En maskeradbal, Cavaradossi i Tosca, prins Leopold i Judinnan, Alfredo i La Traviata och Wenzel i Brudköpet. Edwardsen var därefter 1922–1924 knuten till Mayol-teatret i Kristiania där han gestaltade René i Madame Pompadouroch Napoleon S:t Cloch i Bajadären. 1925-1927 verkade han vid Stora Teatern, Göteborg, där hans främsta roller var Faust, des Grieux i Manon Lescaut, Don José i Carmen, Avito i Tre konungars kärlek, Paris i Sköna Helena och Paganini. 1927 anställdes Edwardsen vid Kungliga Teatern. Bland hans roller där märks Canio i Pajazzo, Radamès i Aida, Florestan i Fidelio, Turiddo i På Sicilien, Mime i Sigfrid, Loge i Rhenguldet, Erik XIII i Engelbrekt, Ubma i Arnljot, furst Sjuiskij i Boris Godunov och Orfeus i Orfeus i underjorden. Edwardsen gästspelade även i Norge samt gjorde folkparksturnéer i Sverige. Han anlitades ofta som oratoriesångare.